# 북흘로
븍흘로(Bukheul-ro)는 제주특별자치도 제주시 조천읍 북촌교차로 에서 조천읍 를잇는 도로이다.

## 주요 경유지
제주특별자치도
- 제주시 조천읍

## 노선
| 이름        | 접속 노선                      | 소재지 | 소재지 | 비고 |
| ----------- | ------------------------------ | ------ | ------ | ---- |
| 북촌교차로  | 일주동로                       | 제주시 | 조천읍 |      |
| 하원 교차로 | 지방도 제1132호선 (조천우회로) | 제주시 | 조천읍 |      |
| (이름없음)  | 동백로                         | 제주시 | 조천읍 |      |